# Миролюбовка (Вольнянский район)
Миролюбовка (укр. Миролюбівка) — село,
Михайло-Лукашовский сельский совет,
Вольнянский район,
Запорожская область,
Украина.
Код КОАТУУ — 2321584502. Население по переписи 2001 года составляло 486 человек.

## Географическое положение
Село Миролюбовка находится на правом берегу реки Солёная, выше по течению на расстоянии в 4 км расположено село Колос, ниже по течению на расстоянии в 6 км расположено село Подгорное (Новониколаевский район).
На реке сделано несколько запруд.
По селу протекает пересыхающий ручей с запрудой.

## История
- Село основано в начале XIX века.

## Достопримечательности
- Братская могила советских воинов.